# Esele Bakasu
Esele Bakasu (ur. 13 marca 1975) – kongijski piłkarz grający na pozycji obrońcy. W latach 1997–2002 grał w reprezentacji Demokratycznej Republiki Konga.

## Kariera klubowa
Karierę piłkarską Bakasu rozpoczął w klubie AS Vita Club z Kinszasy. W jego barwach zadebiutował w pierwszej lidze Demokratycznej Republiki Konga. W 1997 roku wywalczył z nim mistrzostwo kraju. W swojej karierze grał też w angielskim Cambridge United (1999-2001) i niemieckim SC Paderborn 07 (2001-2002).

## Kariera reprezentacyjna
W reprezentacji Demokratycznej Republiki Konga Bakasu zadebiutował w 1997 roku. W 1998 roku został po raz pierwszy powołany do kadry na Puchar Narodów Afryki. Na turnieju w Burkina Faso był podstawowym zawodnikiem i rozegrał 4 mecze: z Togo (2:1), z Ghaną, ćwierćfinał z Kamerunem (1:0 i czerwona kartka) oraz mecz o 3. miejsce z Burkina Faso (4:4, k. 4:1).
W 2000 roku Bakasu rozegrał 3 mecze w Pucharze Narodów Afryki 2000: z Algierią (0:0), z Republiką Południowej Afryki (0:1) i z Gabonem (0:0).
W 2002 roku Bakasu był w kadrze narodowej na Puchar Narodów Afryki 2002. Jego dorobek na tym turnieju to 3 spotkania: z Kamerunem (0:1), z Togo (0:0) i z Wybrzeżem Kości Słoniowej (3:1). W kadrze narodowej grał do 2002 roku.